# Błąd pomiaru
Błąd pomiaru – odstępstwo wyniku jednostkowego pomiaru od wartości prawdziwej, której wielkość na ogół nie jest znana. Nie należy go rozumieć jako powstałego wyłącznie w wyniku pomyłki, a jako nieodłączny czynnik procesu pomiarowego. Błąd pomiaru jest bezpośrednio związany z metodą pomiaru.
Wykonując pomiary nawet tym samym przyrządem otrzymuje się często różne wyniki. Błędy przy pomiarach podzielone są na:
- systematyczne,
- przypadkowe,
- grube (błędny odczyt, błędna metoda pomiaru).

Błędy można również podzielić na:
- względne,
- bezwzględne.